# Alarmcentral
En alarmcentral (egentlig alarmeringscentral) er et telefoncenter, der modtager opkald på alarmtelefonnumre og reagerer på disse opkald, for at sætte den nødvendige hjælp i værk. Dog anvendes udtrykket også af en række private virksomheder, som udbyder eksempelvis vægterservice, om deres telefoncentre, der modtager både elektronisk overførte alarmer og almindelige telefonopkald fra kunder.
Nogle centraler modtager kun opkald og alarmerer fx brandvæsen, mens andre desuden foretager disponering af brandbiler – dvs. bestemmer, hvilke køretøjer, der skal køre. Det er meget almindeligt, at alarmmodtageren har egen vagtcentral, der varetager kommunikation, registrering og disponering af egne køretøjer.
Idet der er tale om en samfundsmæssig vigtig funktion er den typisk underlagt en offentlig myndighed som et bystyre eller en offentlig virksomhed.
Ligeledes varierer det, hvilken form for hjælp, der udbydes fra den pågældende central. I Sverige formidler de kontakt til både præster og jordemødre